# François Berthault
François Berthault, né le 2 avril 1887 au Mans et mort à Joué-en-Charnie le 26 juillet 1934, est un écrivain et poète français du XXe siècle.

## Biographie
Georges Henri Louis Berthault, connu sous les pseudonymes de François Berthault et de Georges-François Berthault, né le 2 avril 1887 au Mans, est le fils de Henri Berthault, directeur d'assurance et de Louise Blanche Claire Cornu. Il épouse Henriette Simone Marguerite Calvet (née en 1893 à Avy) le 5 février 1918 à Bordeaux.
Sa fiche matricule n°1696, classe de 1907, indique qu'il est appelé en octobre 1910 pour faire son service militaire au 14e régiment de hussards où il est réformé pour faiblesse générale. Mobilisé en février 1915 au 404e régiment d'infanterie, il est blessé à la tête le 6 juillet 1915 à Wingré, dans l'Aisne : « excitation cérébrale consécutive à l'explosion d'une marmite ». De nouveau réformé pour psychasthénie en janvier 1916, il est rappelé en janvier 1917. Après avoir été affecté au 131e régiment d'infanterie puis 38e régiment d'infanterie territoriale, il est réformé en juin 1917 pour déséquilibre mental. Sa fiche indique en 1927 une « psychonévrose émotive avec alternatives d'anxiété et d'angoisse, craintes de devenir fou, irritabilité, colère et dépression prononcée, avec incapacité de tout effort prononcé - Abrutissement, troubles de la mémoire ».
Après un séjour à la maison de santé de Pau en 1916, il se lie d'amitié avec le pianiste Gonzalo Tintorer.
En 1921, il publie des textes mêlant poésie et scènes symboliques, Des heures sous le soleil, dont une première partie en janvier La beauté et un second intitulé Le Drame, en juillet, ainsi que trois essais sous forme de pièces au Mercure de France : Trois cœurs d'hommes, L'aveu, Vingt minutes misérables. En 1922, il publie des poèmes dans Le divan.
La revue Septimanie annonce en août 1924 la parution le mois suivant de La terre voluptueuse et en publie un extrait. Après la publication de ce premier livre, Montherlant en fait une belle critique dans Les Nouvelles littéraires : « Incohérent et inégal, bondissant et râpant partout, le premier livre de François Berthault, La Terre voluptueuse, est l'œuvre d'un débutant qui lutte encore avec sa forme. Mais quel visionnaire ! Halluciné ». Il rédigera plus tard la préface des Vaisseaux solitaires, livre posthume, décrivant l'auteur comme un « poète halluciné, grand créateur d'images ».
En décembre 1928, il habite au 22 rue Saint-Augustin dans le 2e arrondissement de Paris.
François Berthault meurt à Joué-en-Charnie le 26 juillet 1934, écrasé par une automobile qu'il n'avait pas entendu venir.

## Œuvres
- La terre voluptueuse, préface de Fernand Mazade, bois de Raoul Dufy, 1926[14]
- Cathédrale apparue, avec un portrait de l'auteur par Charles Pequin, 1929[15]
- Vaisseaux solitaires, avec une préface de Henry de Montherlant ; frontispice de Raoul Dufy, 1936[16]